# Jaime Guzmán
Jaime Jorge Guzmán Errázuriz (Santiago, 28 de junio de 1946-Santiago, 1 de abril de 1991) fue un abogado constitucionalista, académico y político chileno. Fue seguidor de Jorge Alessandri y colaboró con la dictadura militar de Augusto Pinochet, tomando parte en la redacción de la Constitución de 1980 y de sus leyes complementarias. Además fue el fundador del Movimiento Gremial de la Universidad Católica de Chile, de la revista Realidad, del partido Unión Demócrata Independiente (UDI) y ejerció como senador luego del retorno a la democracia. También hizo clases en Colonia Dignidad a jóvenes dirigentes UDI, como Pablo Longueira y Andrés Chadwick.
Fue asesinado por militantes del Frente Patriótico Manuel Rodríguez (autónomo) en las afueras del Campus Oriente de la Universidad Católica, donde estaba ejerciendo como docente de derecho constitucional.

## Infancia y juventud
Nació en la capital chilena el 28 de junio de 1946, en el seno una familia tradicional de la alta sociedad de Santiago, hijo de Jorge Guzmán Reyes, quien fue dirigente deportivo de la Universidad Católica, y de Carmen Errázuriz Edwards, quien además de ser descendiente de dos de las familias más destacadas de Chile (los Errázuriz y los Edwards), trabajaba como agente de viajes turísticos en Europa. Tuvo dos hermanas: Rosario y María Isabel, con quien compartió su infancia en compañía de su abuelo materno, el senador conservador Maximiano Errázuriz Valdés.
Guzmán no tenía buena relación con su madre, debido a que esta recriminaba de forma constante el estilo de vida bohemio que llevaba su padre, el cual siempre fue más cercano a él.
Realizó sus estudios primarios y secundarios en el Colegio de los Sagrados Corazones, donde era considerado un estudiante sobresaliente que ayudaba en la realización de misas. Desde pequeño recibió una fuerte educación religiosa, y el sacerdote y profesor Osvaldo Lira tuvo una marcada influencia en su desarrollo.
En su época escolar llegó a ocupar el cargo de presidente de la Academia Literaria. Una vez egresado de su colegio, en 1962, viajó a Europa y se mostró particularmente admirado por la España franquista, en el que por medio de cartas que enviaba a su madre, manifestaba su admiración hacia Francisco Franco, José Antonio Primo de Rivera y hacia los soldados franquistas que murieron durante la guerra civil española. En relación con Franco, escribió:

Francisco Franco no puede ser catalogado como dictador, ya que su admisión al poder está más que legitimada, por un pueblo que se levantó en armas por Dios, por España y por Franco.
Jaime Guzmán, ¡Viva Franco, arriba España!, Revista Escolar N° 436, Santiago, 1962.

Al principio tenía pensado ser sacerdote y después en ser profesor de filosofía, pero debido a la presión de su madre, ingresó a estudiar derecho en la Pontificia Universidad Católica de Chile (PUC) en 1963, donde se licenció en 1968 con distinción máxima, obteniendo además los premios Monseñor Carlos Casanueva y el del Instituto de Ciencias Penales.

## Juventud política

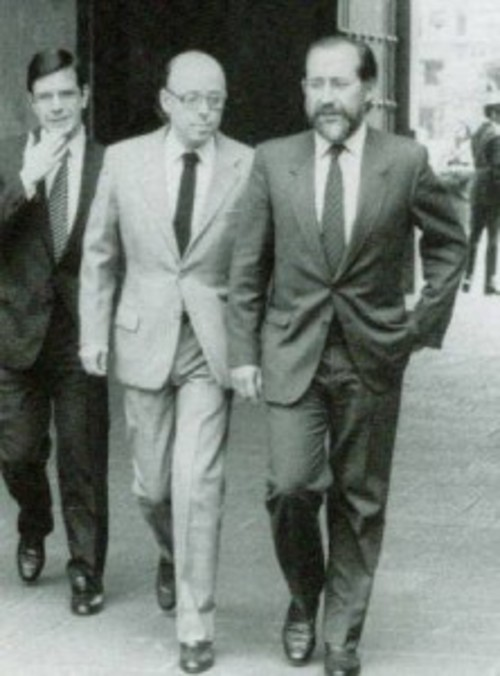
Los dirigentes de la UDI Joaquín Lavín, Jaime Guzmán y Jovino Novoa a principios de la década de 1990.

### Apoyo a Jorge Alessandri Rodríguez y activismo político
Guzmán tuvo desde muy joven «una gran proximidad ideológica y personal con Jorge Alessandri», del que decía que «fue la persona que más influyó en mi interés por la política. Su candidatura presidencial en 1958 y su presidencia de la República, entre los 12 y 18 años, me hicieron admirarlo como un hombre superior». Posteriormente Guzmán conocería personalmente al expresidente en 1967, donde establecerían una estrecha amistad —a quien visitaba los fines de semana en su parcela en Malloco—, y más tarde, Guzmán colaboraría en la campaña presidencial de Alessandri en 1970, en calidad de dirigente juvenil como presidente de la Juventud Alessandrista Independiente, rama juvenil del Movimiento Independiente Alessandrista.
En 1969, Guzmán viajó con un grupo de amigos hacia Concepción, donde trabajaron en la candidatura senatorial de Francisco Bulnes Sanfuentes, recorriendo casa por casa en las poblaciones localizadas en las zonas periféricas de Concepción y Talcahuano, a fin de convencer a la gente para que votaran por el candidato del Partido Nacional. En 1986, Alessandri falleció. Guzmán asistió a su funeral, así como a algunos homenajes, entre los cuales el entonces dictador y general, Augusto Pinochet, colocó una ofrenda frente a un monumento en su honor.

### Fiducia
Para 1964, Guzmán se había vuelto un colaborador frecuente de la revista Fiducia, publicada por el grupo homónimo, de tendencia conservadora, reaccionaria e inspirada por la obra de Plinio Corrêa de Oliveira. Este movimiento había surgido en 1962 y en 1967 se transformaría en la Sociedad Chilena de Defensa de la Tradición, Familia y Propiedad (TFP). Desde esta publicación, Guzmán publicó sus ideas políticas, y se unió a Fiducia en el rechazo a los proyectos de reforma agraria impulsados por el gobierno de Eduardo Frei Montalva.

### Toma de la Pontificia Universidad Católica de Chile
En 1966, Guzmán fue elegido vicepresidente del Centro de Alumnos de la Facultad de Derecho, y al año siguiente logró ser elegido presidente de la misma, donde le tocó enfrentar la toma de la Casa Central de la Universidad Católica, ocurrida el 11 de agosto de 1967, acción encabezada por el presidente de la FEUC, Miguel Ángel Solar, líder de los partidarios de una reforma universitaria que tuviera como uno de sus principales postulados comprometer a la Universidad con el cambio social —que progresivamente se tornaría compromiso con la revolución—, exigiendo la renuncia del rector de la Universidad, el arzobispo Alfredo Silva Santiago, y una mayor democratización en la jerarquía de la universidad. Guzmán lideró la resistencia a la toma, donde manifestaba su apoyo a la estructura de las autoridades de la casa de estudios, sumado a que criticaba que los reformistas buscaban ''politizar'' la causa en favor del Partido Demócrata Cristiano. Aunque no logró revertir la situación, presentó más tarde su candidatura a la presidencia de la FEUC, lo cual le permitió consolidar en toda la Universidad el Movimiento Gremial, creado en marzo de 1967 en la Escuela de Derecho, junto con Hernán Larraín, Raúl Lecaros, Manuel Bezanilla, entre otros.

### Fundación del Movimiento Gremial
Jaime Guzmán definió el gremialismo como:

"Una corriente de pensamiento que procura fortalecer la autonomía de los cuerpos intermedios de la comunidad —sindicatos, gremios, organizaciones empresariales, juveniles, empresariales, etc.— según el principio de subsidiariedad del Estado, clave de una sociedad verdaderamente libre".
Caras, 8 de abril de 1991: 11-12.

Este movimiento se caracterizó por defender las autonomía de las organizaciones sociales, como era el caso de las universidades, rechazando las influencias políticas e ideológicas ajenas a sus fines propios. El principio de subsidiariedad también era parte central del pensamiento del gremialismo universitario, especialmente frente a las relaciones de la Universidad con el Estado. En su obra Escritos personales, Guzmán afirmaba que el principal objetivo de las sociedades intermedias era mejorar su desempeño y abordar demandas relacionadas únicamente con su área, por lo que no podían opinar, debatir y tomar injerencia en áreas que no le corresponden, declarando:

Admito también, como en todo asunto del orden prudencial y no de exactitud matemática, que hay zonas fronterizas discutibles en la determinación de lo que es o no propio de cada cuerpo intermedio. Siempre el buen criterio de sus integrantes será esencial para resolver acertadamente cada caso. Lo fundamental estriba en que ello se realice desde un auténtico compromiso con los principios gremialistas. Pero cuando una organización estudiantil se pronuncia acerca de política minera o de problemas laborales, o cuando un sindicato se compromete a favor o en contra de una determinada estructura del Congreso Nacional, o cuando un colegio profesional enjuicia una política económica nacional en su conjunto, ya no estamos en zona fronteriza alguna, sino en un desborde manifiesto de su campo de acción.
Jaime Guzmán, Escritos Personales, pp. 57.

Aun así, Guzmán afirmaba que los dirigentes gremialistas y de los cuerpos intermedios no necesariamente debían ser apolíticos, permitiendo que puedan adoptar una postura o militancia política, siempre y cuando no fuese ''totalitaria'' (según él, que no sean fascistas ni marxistas); a futuro, defendería el hecho de que muchos de los dirigentes gremialistas militaban en la Unión Demócrata Independiente, era porque consideraba que era el único partido político que respetaba el rol de las sociedades intermedias, razón por la cual consideraba como una ''mera coincidencia'', de que estos dirigentes gremialistas apoyaron el golpe de Estado de 1973 al igual que la Unión Demócrata Independiente.
En su obra Escritos personales, Guzmán consideró la salida del rector Silva Santiago y la victoria de la toma universitaria como el día más amargo de su vida, en donde criticó la posición del gobierno del presidente Eduardo Frei Montalva y del cardenal Raúl Silva Henríquez, ya que los veía como cómplices de la victoria del bando «revolucionario» (haciendo alusión al Partido Demócrata Cristiano y al MAPU) ante sus demandas. Aun así, el movimiento gremialista iba cada año tomando mayor poder e influencia dentro de la Universidad Católica, al punto de ostentar la presidencia de la FEUC de manera casi ininterrumpida entre los años 1969 y 1985, donde a partir de 1974 sería un cargo designado por parte de la rectoría, siendo el único movimiento universitario legal tanto en esa institución como otras universidades del país. Entre sus presidentes destacaron Hernán Larraín, Juan Antonio Coloma Correa, Andrés Chadwick, Jaime Orpis, entre otros.
Según antecedentes de la DINA y de la inteligencia naval, Guzmán formó parte del grupo paramilitar fascista-nacionalista Patria y Libertad, si bien, de acuerdo a los mismos antecedentes, él presentaba «una repulsa al nacionalismo». Consultado por la DINA, Guzmán respondía: «para derrotar al marxismo fui capaz de aliarme con el fascismo y esto último es el peligro que hay que derrotar hoy día».

## Colaboración con la dictadura militar
El 26 de septiembre de 1973, días después del golpe de Estado que derrocó al presidente socialista Salvador Allende, se formó una comisión encargada de elaborar el proyecto de una nueva constitución para Chile, ya que ese fue uno de los fundamentos por los cuales la Junta de Gobierno justificó su accionar: restablecer la institucionalidad quebrantada. En ella, Guzmán fue nombrado asesor en materias jurídicas por el general Gustavo Leigh, cargo que ocupará hasta 1983. Para la creación de una nueva carta fundamental para dirigir el rumbo de Chile, nace la Comisión Ortúzar, llamada así porque su presidente fue el abogado Enrique Ortúzar, estaba integrada, además, por Alejandro Silva Bascuñán, Jorge Alessandri, Alicia Romo, Juan de Dios Carmona, Sergio Diez y el mismo Guzmán, entre otros.
Al interior de dicha comisión, Guzmán se transformó en el principal creador de la nueva Constitución, en donde intervino en los temas del Estado subsidiario, el aborto, la pena de muerte y los derechos humanos. Esta Comisión realizó 417 sesiones en las que se redactaba y corregía los artículos y códigos que consagrarían la Constitución. Tras el plebiscito del 11 de septiembre de 1980, la Constitución y continuidad de la dictadura militar fue aprobada con un 67 % de los votos, sin embargo la legitimidad de dicho sufragio ha sido cuestionada dada la ausencia de registros electorales, la inexistencia de partidos políticos, la falta de libertad de prensa y la sistemática persecución de los opositores políticos. Finalmente, la nueva Constitución entró en vigor el 11 de marzo del año siguiente, con vigencia plena a partir del 11 de marzo de 1990, de acuerdo a lo prescrito en sus disposiciones transitorias.
Luego de haber participado en la comisión redactora de la Constitución, Jaime Guzmán dedicó buena parte de su tiempo al desarrollo del Movimiento Gremial. Paralelamente, si bien no asumió ningún cargo de autoridad en el nuevo régimen, siguió colaborando estrechamente con Augusto Pinochet, siendo su principal redactor de discursos políticos, entre ellos el discurso de Chacarillas, proporcionándole a este frecuentes minutas con recomendaciones políticas y propuestas doctrinarias.
A partir de dicho Movimiento Gremial, Guzmán fundó en 1975 el Frente Juvenil de Unidad Nacional y, en 1983, el partido político Unión Demócrata Independiente, del que fue su presidente entre 1983 y 1987; allí estableció las bases del conservadurismo social, la defensa de la dictadura militar, del neoliberalismo, y la estrategia para ganar apoyo en los sectores populares. Entre 1983 y 1989 fue miembro de la comisión asesora de redactar las Leyes Orgánicas Constitucionales, y al mismo tiempo, rechazó cualquier tipo de reforma hacia la Constitución, por mínima que fuese.

## Retorno a la democracia y período senatorial
Después del retorno a la democracia en 1990, resultó elegido senador para el período 1990-1994, por la circunscripción de Santiago Poniente con un 17 % de los votos, derrotando a Ricardo Lagos que había obtenido el 30 %, gracias al sistema binominal. Fue considerado la figura más importante de la oposición a la izquierda, según una encuesta realizada en marzo de 1991 por el Centro de Estudios de la Realidad Contemporánea (CERC), y uno de los más críticos del nuevo gobierno, acusándole, entre otras cosas, de falta de rigor en la lucha contra el extremismo de izquierda.

## Actividad profesional

### Labor académica
Desde 1962, Jaime Guzmán desempeñó labores docentes dentro de la Facultad de Derecho de su casa de estudios, siendo primero ayudante egresado, luego pasa a ser profesor auxiliar, y posteriormente se convierte en profesor titular de Teoría Política y de Derecho Constitucional, cargo que ocuparía hasta el día de su muerte. Posteriormente en 1968, pasó a ser miembro del Consejo Académico de la Facultad, y entre 1972 y 1973, fue representante de los docentes del Claustro Pleno y del Consejo Superior de la Universidad Católica.

### Comunicador social
Entre 1971 y 1973, Guzmán fue parte del directorio de la Corporación de Televisión de la Universidad Católica (que después pasaría a llamarse Canal 13), y participó en varios programas de televisión como A esta hora se improvisa de Canal 13 y el noticiero 60 minutos de TVN y escribió varios artículos y columnas para diarios y revistas como El Mercurio, PEC, Qué Pasa, Realidad, Ercilla, La Segunda, La Tercera, La Nación, y trabajó como panelista en las radios Agricultura, Minería, Chilena, Portales, y Nacional de Chile. En un comienzo, redactaba artículos en donde mostraba su fuerte rechazo al presidente Salvador Allende y al gobierno de la Unidad Popular, mientras que en el período de la dictadura, solía tratar temas políticos, jurídicos y sociales.

## Pensamiento y posturas

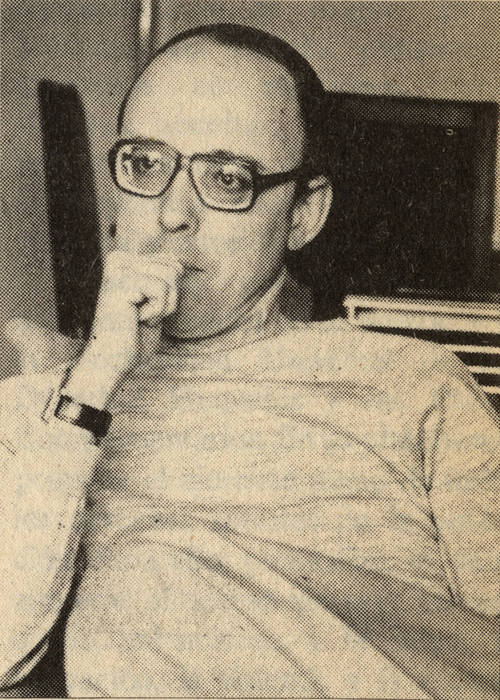
Jaime Guzmán

De acuerdo con el historiador Renato Cristi, para la redacción de la Constitución de 1980 se basó en el concepto de poder constituyente utilizado por Carl Schmitt, importante intelectual de la Alemania nazi, así como en las ideas de sociedad de mercado impulsadas por Friedrich Hayek. De esta manera, el abogado configuró un Estado autoritario y una economía de mercado libre.
Creía en la pena de muerte como un «instrumento de rehabilitación muy profunda del alma humana». Hombre profundamente religioso, promovía las ideas de la «libertad del espíritu» contra la «esclavitud del materialismo». Para los estudiosos Claudio Arqueros y Carlos Frontaura, las principales formas de materialismo para Guzmán eran el colectivismo marxista y el individualismo de las sociedades de consumo. Sus principios éticos siempre estuvieron muy preocupados por los conceptos del bien común, la familia, el matrimonio, la tradición y la identidad nacional.

### Fuerzas Armadas y Carabineros de Chile
En una entrevista realizada por Juan Pablo Illanes el 22 de enero de 1987, fue interrogado sobre el rol de las Fuerzas Armadas dentro de la política chilena, a lo que este respondió que las Fuerzas Armadas han sido clave en las instauración de gobiernos a lo largo de la historia nacional, y si una persona desea ser presidente de la República, es necesario que establezca negociaciones y consensos tanto con las Fuerzas Armadas como Carabineros de Chile, considerando ese método mejor que unas elecciones competitivas y confrontacionales entre partidos políticos.

### Aborto
En cuanto al tema del aborto, mantuvo una férrea oposición hacia su legalización, tanto parcial como completa, que consideraba como un homicidio injustificable, sobre el que señaló:

La madre debe tener el hijo aunque salga anormal, no lo haya deseado, sea producto de una violación o aunque de tenerlo, derive en su muerte. Una persona no puede practicar jamás legítimamente un aborto, porque es un homicidio y todas las consecuencias negativas o dolorosas constituye, precisamente, lo que Dios ha impuesto al ser humano.

## Personalidad
Siempre fue un devoto católico: asistía a misa todos los días y recibía diariamente la comunión, hasta el punto de que cuando viajaba a otra ciudad, solía preguntar donde estaba la iglesia más cercana y ver su agenda para poder asistir a misa. También solía abordar mucho temas relacionados con la religión cristiana, tales como la existencia de ángeles, la existencia de Dios, el rol de la fe cristiana en la sociedad, etc. Era bastante cercano al nuncio apostólico de Chile en la década de 1980, Angelo Sodano.
Los organismos represivos de la dictadura militar Dirección de Inteligencia Nacional (DINA, f. 1974) y la Central Nacional de Informaciones (CNI, f. 1977) investigaron en muchas ocasiones a personas homosexuales o que podían serlo, entre ellos a Guzmán, durante 1976 y 1978. El informe, que intentaba vigilar a uno de los principales adversarios del director de la DINA Manuel Contreras dentro del gobierno, establecía un perfil del abogado y en él se especificaba la cercanía de Guzmán con personas reconocidas por su homosexualidad, y aunque no mencionaba literalmente que éste lo fuera, muestra el nivel de intolerancia que existía en las altas esferas del gobierno hacia diversas orientaciones sexuales.
Además de la política, Jaime Guzmán era un fanático del fútbol, siendo hincha de la Universidad Católica y que, gracias a la influencia de su padre como dirigente del mismo club deportivo, iba frecuentemente a ver los partidos de fútbol, e incluso conoció personalmente a destacadas figuras como el periodista Julio Martínez y Sergio Livingstone.
Entre sus gustos personales estaban la música clásica, la ópera, la literatura, el fútbol, y admiraba el Festival de Viña del Mar. 
Vivía en un departamento de forma austera y sobria ubicado en la plaza Las Lilas, donde convivía con una empleada doméstica llamada Violeta Chaparro. Solía recibir constantes visitas a su departamento, principalmente de sus estudiantes de la Universidad Católica y miembros del gremialismo, donde discutían tanto asuntos políticos, sociales como religiosos. Debido a su personalidad hipocondríaca, poseía numerosos medicamentos y según Gazmuri, consumía muchas pastillas de ansiolíticos e inductores de sueño.

## Historial electoral
En las elecciones parlamentarias de Chile de 1989, pese a lograr el tercer lugar, muy por debajo del porcentaje obtenido por Ricardo Lagos, la lista de este último no pudo doblar su votación, por lo que Guzmán resultó elegido gracias al sistema binominal.
| Año  | Tipo           | Territorio          | Pacto                 | Partido | Votos   | %     | Resultado |
| ---- | -------------- | ------------------- | --------------------- | ------- | ------- | ----- | --------- |
| 1989 | Parlamentarias | 7.ª circunscripción | Democracia y Progreso | UDI     | 224 396 | 17.19 | Senador   |

## Muerte y repercusiones
En el Congreso defendió con fuerza el rechazo a un proyecto de Reforma Constitucional, que permitía al presidente de la República indultar a terroristas. Aunque la norma fue aprobada, su postura resultó una provocación para el Frente Patriótico Manuel Rodríguez (Autónomo).
El 1 de abril de 1991, tras terminar sus clases de Derecho Constitucional en el Campus Oriente de la Universidad Católica, era esperado por su chofer. Fue en la misma salida de la universidad, a las 18:27 horas, en la avenida Batlle y Ordóñez con Regina Pacis, cuando dos frentistas abrieron fuego contra él, que iba en el asiento de copiloto. Fuentes aceleró, huyendo de la balacera, mientras los atacantes seguían disparando. El chofer lo condujo primero a la sede de la UDI en busca de ayuda y posteriormente fueron a toda prisa hacia el Hospital Militar. La radio y televisión nacional dieron rápidamente la noticia, mientras en el hospital se iban congregando familiares, amigos, colegas y simpatizantes. A pesar de los esfuerzos médicos, falleció tres horas después de haber recibido los disparos, generando conmoción a nivel nacional por su violento deceso.
La investigación judicial estableció que los autores materiales fueron los militantes del Frente Patriótico Manuel Rodríguez (FPMR), Ricardo Palma Salamanca («El Negro») y Raúl Escobar Poblete («comandante Emilio»), mientras que los autores intelectuales serían los miembros de la jefatura político-militar frentista Galvarino Apablaza («comandante Salvador»), Mauricio Hernández Norambuena («comandante Ramiro») y Juan Gutiérrez Fischmann («comandante Gabriel»). La operación se preparó, según fuentes periodísticas, desde fines de los años 1980, teniendo como motivación, según la comandancia del FPMR, el rol jugado por el senador Jaime Guzmán como ideólogo de la dictadura militar.
El 6 de junio de 1993, bajo el gobierno del presidente Patricio Aylwin; fue promulgada la ley 19205 que autorizó la construcción de dos monumentos en memoria de Jaime Guzmán, en las ciudades de Santiago y Valparaíso. La misma ley estableció una Comisión parlamentaria, presidida por el entonces senador Carlos Bombal, encargada de ejecutar los objetivos del reglamento, entre éstos, convocar a un concurso público para el diseño de un memorial a su nombre, con el propósito de mantener vivo el recuerdo de su obra, figura y personalidad. Cabe destacar el gran interés que despertó este concurso, en el cual participaron 140 proyectos de altísimo nivel, según lo reiteraron los especialistas que conformaban la Comisión.

## Controversias

### Durante la dictadura militar
Su participación en la dictadura militar es fruto de gran controversia, en particular por el conocimiento que tenía de las violaciones de los derechos humanos cometidos durante el régimen de Pinochet, según consta en documentos judiciales, lo cual no mermó en ningún momento su fidelidad al régimen. En palabras del propio Guzmán:

Los civiles que estábamos en el gobierno, nos dimos cuenta de que el régimen militar era un caballo chúcaro y desbocado al que había que ponerle freno, para que no cometiera más violaciones a los derechos humanos (...) Nosotros cuando nos enteramos de que habría un fusilamiento o una desaparición la tratamos de evitar, y en muchos casos lo logramos.

Según el abogado Nelson Caucoto: 

Grave es que sabiéndose que ocurrían tales atropellos, o aún más, que «iban a ocurrir», no se denunció esos hechos delictuales a los tribunales en circunstancias que estos ya estaban abocados al conocimiento de recursos de amparos, denuncias por secuestro, por presuntas desgracias interpuestas a favor de cientos de chilenos que finalmente desaparecieron para siempre.

De acuerdo a lo expresado por uno de los fundadores de Patria y Libertad, Roberto Thieme, Guzmán sería uno de los responsables intelectuales de las violaciones de los derechos humanos ocurridas durante la dictadura militar.

### Cooperativa La Familia
A inicios de 1977 el juez Sergio Dunlop emitió una orden de arraigo en contra de Guzmán durante las indagatorias por el escándalo financiero de la Cooperativa La Familia —fundada por dirigentes gremialistas en 1975—, la cual fue revertida 24 horas después.

### Colonia Dignidad
En junio de 2005, luego de la detención del criminal y exmilitar alemán Paul Schäfer, y del desalojo de Colonia Dignidad, fueron descubiertas unas tarjetas de invitación de amigos y visitantes a dicho enclave, cuyo acceso estaba restringido en ese entonces. Entre diversas fichas figuraban los nombres de Jaime Guzmán, Andrés Chadwick, Hernán Larraín y Carlos Bombal, entre otros políticos y entidades religiosas.
La exministra de Justicia de la dictadura militar, Mónica Madariaga, aseguró en una entrevista que Jaime Guzmán daba clases al interior de Villa Baviera a sus discípulos y actuales dirigentes de la UDI, entre los que se contarían Pablo Longueira y Andrés Chadwick.

Yo sé que Jaime Guzmán (el asesinado ex senador de la UDI) le dio clases a Pablo Longueira, Luis Cordero y Andrés Chadwick (todos dirigentes de la Unión Demócrata Independiente) en el interior de la Colonia Dignidad. [...] Eran adoctrinados en ese lugar, ahí se les formó políticamente, les hacían clases. Jaime Guzmán los instruía y les daba charlas, lo hacía al estilo platónico, se paseaba por los campos dictando clases. Todos ellos sacaron un gran provecho de Colonia Dignidad. Ahora no dicen nada. [El senador de la UDI Hernán Larraín] era muy amigo de la gente de Colonia Dignidad.
 Mónica Madariaga en entrevista a La Tercera.

## Obras
- Guzmán, Jaime (1992). Escritos personales. Santiago de Chile: JGE Ltda. ISBN 956-12-0759-1.
- Guzmán, Jaime (1996). «Derecho Político: Apuntes de las clases del profesor Jaime Guzmán Errázuriz».  En Rojas, Gonzalo; Achurra, Marcela; Dussaillant, Patricio, eds. Revista Ciencia Política (Ediciones Universidad Católica de Chile) XIX: 192.